# Patrick Hernandez
Patrick Hernandez (* 6. dubna 1949 Le Blanc-Mesnil) je francouzský zpěvák. Má španělského otce a italskou matku. V roce 1979 měl svůj jediný mezinárodní hit Born to be alive, který se dostal na první místo hitparád např. ve Francii, Německu, Itálii, Španělsku nebo i v americké Hot Dance Club Songs.